# Prachovice
Prachovice – wieś i gmina w Czechach, w powiecie Chrudim, w kraju pardubickim. Według danych z dnia 1 stycznia 2013 liczyła 1471 mieszkańców.
W miejscowości jest stacja kolejowa Prachovice.